# 宣明智
宣明智（1952年2月26日—）臺灣商界出身的政治人物、企業家。曾任聯華電子總經理、聯華電子榮譽副董事長。2019年11月20日，親民黨公布2020年中華民國立法委員選舉不分區名單，將其列為第三順位，但之後未能當選。

## 生平
交通大學電子系學士62級畢業。大學畢業後曾嘗試創業，但二年後失敗。後來他前往工業技術研究院求職，遇到學長曹興誠的賞識而錄取。先由採購做起，之後廣泛接觸各項職務。
1980年，曹興誠創辦聯華電子，邀請他加入。宣明智因工研院職務未結束，前半年先於兩邊同時上班，半年後正式加入聯電。1991年，升任聯華電子總經理。
2000年，主導聯電五合一案，合併包括聯電在內的五間關係企業，使聯電營收快速成長，成為國際上重要的晶圓代工廠。
2009年，出任台灣創新記憶體公司（TIMC）首任董事長，其中由政府出資新台幣300億元，企圖整合台灣DRAM產業，可惜當時各方因素導致難以整併。最後合併以失敗告終。
2015年8月13日，宣明智宣布加入徐欣瑩創立的民國黨。然而其在2018年新竹縣長選舉中支持徐欣瑩的競爭對手楊文科。
2016年，友訊董事長高鶴軒卸任董事長。經高鶴軒家族所屬的云瑋投資公司支持，宣明智出任友訊董事長。
2019年11月20日，宣明智列為親民黨的2020年中華民國立法委員選舉不分區名單第三順位，但之後未能當選。
2023年7月26日，成為新竹市文化基金會董事。

## 創投公司
宣明智在台北市成立了兩間創投公司：於2002年5月29日，成立麥實創業投資股份有限公司。2011年4月14日，成立麥實二號創業投資股份有限公司。

## 家庭
宣明智妻子陳淑珍，畢業於新竹高商商業科，兩人在大學畢業後結婚。長子宣昶有。

### 外遇
前財經記者謝姓女子
曾與據傳為前財經記者謝芳春外遇，生下非婚生兒子宣彥行。宣彥行生於台北，畢業於建國中學，臺灣大學，為一名基督徒，在新生命小組教會聚會。因大學結識韋禮安，引發對音樂的興趣，加入臺大詞曲創作社，擅長詞曲創作。大學畢業後，創辦唯真音樂公司。2012年10月爆出騷擾風波。
李珍妮
2013年，爆發李珍妮事件，李珍妮宣稱與宣明智生下一女。宣明智承認外遇，但因李珍妮也向吳春台聲稱這個女兒是兩人生下的，宣明智認為李珍妮的女兒不是自己的親骨肉，向台北地院提出「確認親子關係不存在」的訴訟。 台北地院判定兩人非血親，2013年11月撤銷宣對女兒認領。2014年4月25日法院認定李珍妮女兒的生父為開發金執行副總吳春台。

## 備註
1. ↑  民國黨併入國會政黨聯盟